# Prunus variabilis
Prunus variabilis är en rosväxtart som beskrevs av Emil Bernhard Koehne. Prunus variabilis ingår i släktet prunusar, och familjen rosväxter. Inga underarter finns listade i Catalogue of Life.